# Beldi (catégorie sociale)
Pour les articles homonymes, voir Beldi.
Le beldi ou baldi désigne une catégorie sociale de la société tunisienne, constituée de citadins fixés dans le milieu urbain de la capitale Tunis avant le XIXe siècle.

## Histoire et origine

### Définition
Utilisé dès le début du XIXe siècle, le terme beldi, traduit aujourd'hui par « tunisois de souche », désigne les élites féodales, religieuses et sociales mises en place pendant la période « moderne », à partir du XVIe siècle : artisans ou négociants, religieux et lettrés, membres de l'administration ou riches propriétaires terriens bénéficiant des rentes de leurs exploitations agricoles. Même si partout dans le pays, de riches et puissants notables parviennent à s'introduire dans les allées du pouvoir, c'est le caractère urbain et tunisois du métier ou de la fonction exercé qui joue un rôle important pour définir la « baldisation » ; on définit généralement celle-ci par l'acquisition d'un dar (maison) dans la médina, d'une boutique dans les souks, d'une oliveraie dans les environs et d'un carré (tourba) dans un cimetière aux portes de la ville (principalement celui du Djellaz). Depuis des générations, les familles beldis possèdent au minimum une habitation dans la médina ; ses membres exercent un métier artisanal ou bénéficient de rentes ou occupent des fonctions politiques ou religieuses. D'autres couches, moins favorisées et pratiquant de petits métiers, sont moins intégrées à la vie urbaine et ne sont pas des beldis ; les habitants des faubourgs de la cité sont appelés barrani. Puisque le terme beldi a été fixé à une période où Tunis bénéficie déjà d'un poids dominant dans le réseau urbain tunisien, cette situation a contribué à rehausser la réputation de cette catégorie de la population, surtout au début du XXe siècle.

### Origine
Il existe déjà un tissu social stable à Tunis depuis l'époque aghlabide, qui se consolide à l'époque hafside, lorsque la ville est érigée en tant que capitale, même s'il est fortement affaibli par la conquête espagnole et les multiples conflits du XVIe siècle. Des familles autochtones, comme les Ghammad, les Asfouri, les Rassaa, les Kassar, les Meherzi et les Kalchani, occupent des postes dans la magistrature religieuse et l'administration hafside et parviennent à s'y maintenir par la suite. La conquête ottomane vers la fin du XVIe siècle modifie profondément le tissu social de Tunis. Viennent s'ajouter à un substrat de familles hafsides les hauts fonctionnaires et officiers ottomans, qui prennent une épouse dans le pays et font souche durablement ; ils occupent pendant plusieurs siècles le haut du pavé social et gèrent le pays en formant une caste privilégiée, provoquant la jalousie quant à leur suprématie sur la population.
De leur côté, les deys de Tunis, premiers souverains locaux de facto, puis les beys des dynasties mouradite puis husseinite acquièrent des mamelouks au service de l'État, les anoblissent et les nomment à des postes militaires ou administratifs. Les Turcs, de naissance ou renégat, ainsi que les mamelouks arrivent à devenir des beldis après avoir quitté le service militaire et intégré les fonctions les plus en vue de la société tunisoise, comme l'artisanat, le négoce ou l'administration locale. À cela s'ajoutent des familles andalouses, réfugiées en Tunisie vers le XVIIe siècle, qui apportent avec elles les relicats d'une culture raffinée, héritage de leur glorieux passé.
La prospérité et la paix revenues, plusieurs puissantes familles de notables ou bourgeoises du pays, s'installent dans la capitale. Certaines sont issues d'une famille venue d'une ville de province — baignant généralement dans une vieille culture citadine et raffinée — et réussissent rapidement leur intégration par la richesse matérielle et par des alliances avec des familles de souche ; la présence de personnalités religieuses ou féodales éminentes dans ces familles y contribue également. Les membres de ces nouvelles familles de notables sont issus pour leur majorité de l'administration du makhzen mais aussi parfois de commerçants engagés dans les échanges maritimes ou de propriétaires terriens. Des familles promues à Tunis mais d'origine rurale et/ou bédouine, d'un milieu aisé ou modeste, constituent des exceptions qui peuvent s'expliquer par la mysticité ou par l'éminence d'un membre de la famille dans le makhzen ou le domaine religieux. Les beldis de Tunis sont donc d'origines sociales très diverses.

## Catégories socio-professionnelles
Chaque catégorie sociale possède elle-même divers types d'élites : aristocrates et grands bourgeois pour celles de l'administration, grand bourgeois et classe moyenne pour la religion, des grands aux petits bourgeois pour le milieu artisanal des souks ou les propriétaires terriens. Ces classes, en fonction de leur proximité avec le pouvoir en place, sont ordonnées de la façon suivante (quelques familles célèbres sont citées à titre d'exemple).

### Administration

#### Ottomans

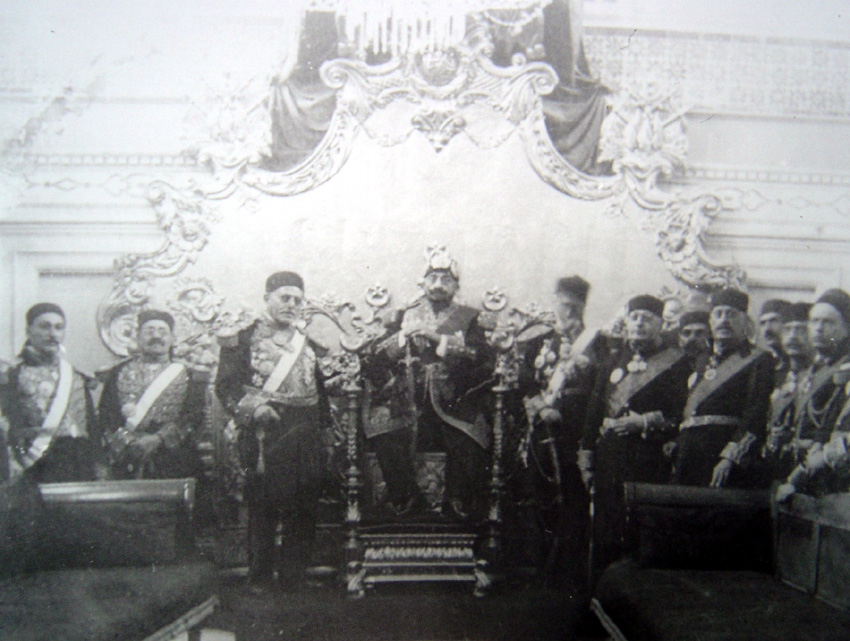
Cour du bey de Tunis en 1942.

Depuis la conquête turque de Tunis en 1574, toutes les fonctions de l'administration et de l'armée sont occupées par des Turcs, comme celles de pacha et de dey, ainsi que tous les autres membres de la milice. Il arrive souvent que ceux-ci fassent souche en Tunisie et fondent une famille en s'alliant à des familles autochtones tunisoises, pour les plus gradés, ou provinciales, pour ceux qui sont en poste dans les garnisons de l'intérieur du pays (Azzouz, Daoulatli, Bornaz, Chaouch, Bach Hamba, Bach Tobji, Settari, Stamrad, Ben Jaafar, Belhaouane, etc.).
Ceci est également valable pour les différentes familles d'oulémas hanéfites qui abandonnent le rude métier des armes pour une carrière dans l'establishment religieux plus conforme à l'idéal beldi. Les diverses familles descendant des hauts fonctionnaires turcs se reconvertissent plus tard dans le milieu artisanal ou restent de riches propriétaires terriens après leur éloignement de la sphère politique, s'intégrant à la société des beldis par l'acquisition de maisons dans la médina puis par les alliances matrimoniales avec des familles d'ancienne notabilité tunisoise. Ces anciennes élites tirent leur prestige de leur précédent statut de maîtres du pays et de leur appartenance à la nation ottomane. Ils s'intègrent parfaitement au milieu artisanal, particulièrement au XIXe siècle, dans l'industrie de la chéchia, pourtant à l'origine andalouse (familles Ghileb, Belkadhi, Gorgi, Materi, Belkhodja, Ben Hamida, Bach-Khodja et Baoueb).
Par ailleurs, la majorité de la corporation des tailleurs au souk El Trouk est formé par des descendants d'officiers ottomans installés à Tunis (Ben Abdallah Mouraly, Darghouth, Terzi, Ben Mahmoud ou Bach-Baoueb), tout comme les bechmakias, fabricants de chaussures à la turque (bechmak) comme la famille Bellagha, ce qui constitue pour eux une forme d'embourgeoisement.

#### Mamelouks
Vers la fin du XVIIIe siècle, afin de réduire l'influence des familles turques issues de la milice, la dynastie beylicale « anoblit » certaines catégories d'individus ou de familles et forge ainsi une élite nouvelle pour contrebalancer le pouvoir de la caste turque, qui monopolisait la vie politique et militaire du pays ; c'est notamment le cas des mamelouks qui, à partir du règne d'Hammouda Pacha, supplantent progressivement l'influence de la milice turque.

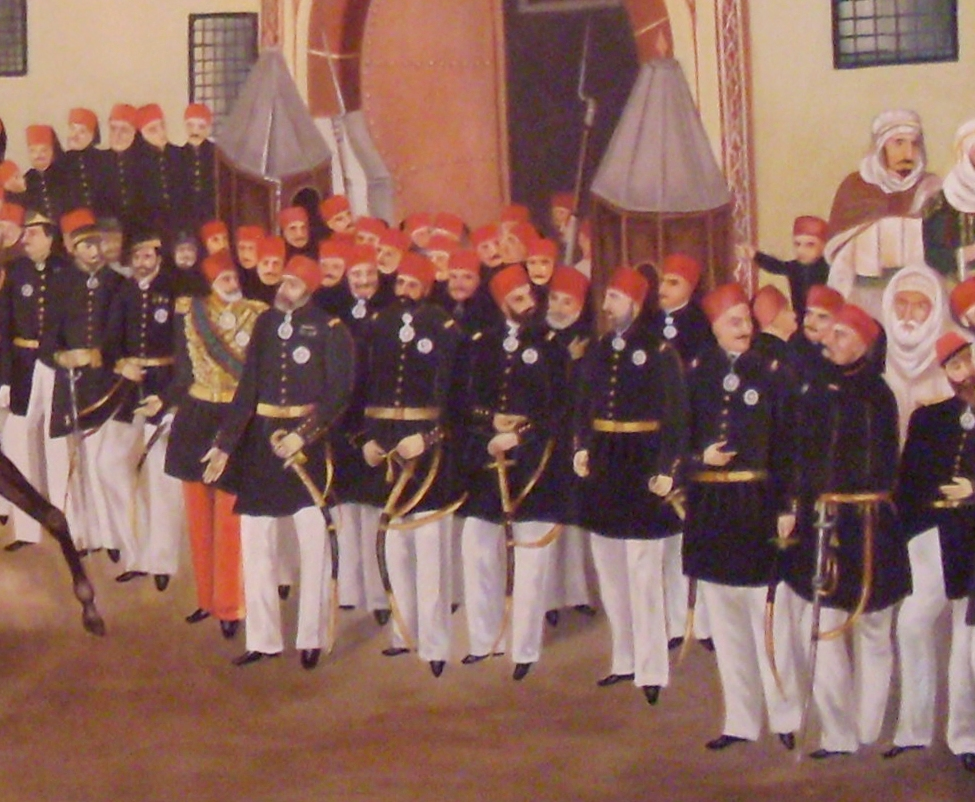
Mohammed Bey (1855-1859) entouré de sa cour composée de ministres et de généraux d'origine mamelouke.

Assurant d'abord un rôle de service et de garde rapprochée à la cour, le mamelouk est rattaché à la famille beylicale une fois anobli, par le biais de l'adoption ou de l'alliance par mariage. Leur sont alors attribués des postes importants — ministres, caïds-gouverneurs de province, généraux ou fermiers fiscaux — mais aussi des missions diplomatiques, au service du sceau, à la trésorerie, etc. ; le gouvernement prend ainsi un caractère familial. Assimilés aux Turcs, ils héritent de l'appréhension qu'avaient les citadins pour les rudes soldats ottomans. Souvent jugés cumulards et dépensiers, les mamelouks suscitent toutefois des réactions hostiles de la part d'autres notables de la capitale : les uns les traitent de « marchandises acheté au kilo » (mechri bel kilou) et ces derniers leurs répliquent avec des « gros plein de soupe » (mrouki) ou « gratte-papier » (lahass aklam). Ceci s'explique par la jalousie suscitée par une fortune rapidement acquise et le pouvoir exercé sur une population ne se reconnaissant pas dans ses nouveaux « maîtres ». Néanmoins, leur « noblesse » reste très fragile : puisque leur notabilité n'est pas territorialisée et qu'ils ne bénéficient pas d'une assise sociale, ils sont à la merci du pouvoir.
Esclaves étrangers, coupés de leur racine, leur seule chance de survie réside dans la réussite individuelle et leur assimilation dans la société. L'action édilitaire menée par le mamelouk Youssef Saheb Ettabaâ, dans le quartier de Halfaouine à Tunis, est un exemple d'une tentative pour dépasser un tel handicap.
Quant aux faveurs du prince, elles ont permis à ce dernier d'établir des réseaux relationnels avec diverses familles et individus influents de la capitale. Les familles descendantes de mamelouks sont principalement les Saheb Ettabaâ, les Caïd Essebsi, les Kahia, les Agha, les Rostom, les Maaouia, les Farhat, les Haîder, les Slim, les Ben Osman, les Rachid et les Skander.

#### Tunisiens de souche

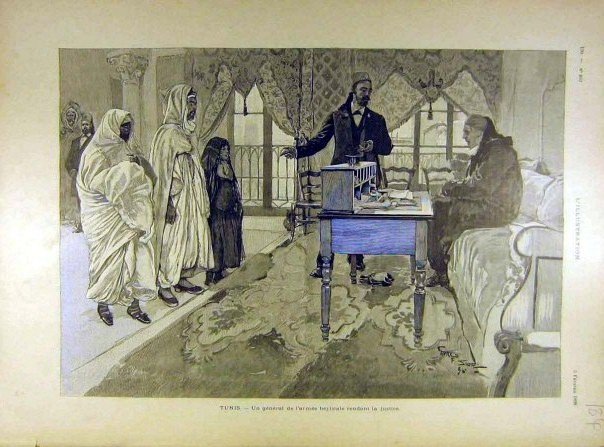
Caïd tunisien rendant la justice dans sa province au milieu du XIXe siècle.

Un autre cas d'intégration à la société des beldis concerne certaines familles de « souche tunisienne » — car venues de l'intérieur du pays — qui réussissent leur entrée dans le milieu social de la capitale par leur richesse ou leur proximité avec le pouvoir, en se voyant attribuer certaines fonctions dans l'État husseinite, les postes d'officiers ou de ministre étant généralement réservés aux Turcs ou aux mamelouks du bey. Ces familles se voient attribuer des charges régionales puis nationales grâce à leur ascendance sur une région particulière ; elles forment une classe dirigeante qui monopolise les fonctions de secrétaire de chancellerie (cas des Lasram de Kairouan suivis des Boukhris de Kairouan et des Bouattour de Sfax au début du XIXe siècle) ou forment de véritables dynasties caïdales (principalement les Djellouli depuis leur fief à Sfax, les Mrabet à Kairouan ou les Ben Ayed et  Mokaddem à Djerba). Elles achètent à grand frais des dars en plein centre de la médina et s'intègrent à la société des beldis par des alliances matrimoniales pendant le règne d'Hammouda Pacha, une période de prospérité et de croissance.
Dans cette catégorie entrent aussi diverses autres familles de souche tunisienne : les Sebaï, les Laadjimi, les Khayachi au XVIIIe siècle, les Belhadj et les Bellagha de (Bizerte) et les Zarrouk (Béja) au XIXe siècle ; elles sont suivies par les Ben Cheikh (Turcs), les Ben Turkiyya (M'saken), les Ben Ammar et les Abdelwahhab (Le Kef), personnages marquants du règne d'Ahmed Ier Bey.
La fin du XIXe siècle marque l'émergence de familles non-féodales dont l'ascension et l'intégration à l'élite tunisoise est plus tardive comme pour les Baccouche (Béni Khiar), les Sfar (Mahdia) et les Zaouche (Algérie). Ce n'est qu'à la fin du XIXe siècle que l'on voit des familles d'ancienne notabilité tunisoise accéder aux postes importants de l'État. En effet, jusqu'ici les beys préfèrent s'entourer de personnes n'ayant pas d'attache particulière avec la population locale, c'est-à-dire les mamelouks ou les Turcs, la fin de la traite des esclaves blancs vers 1850 et la séparation progressive avec l'Empire ottoman ayant accéléré ce changement.

### Religion

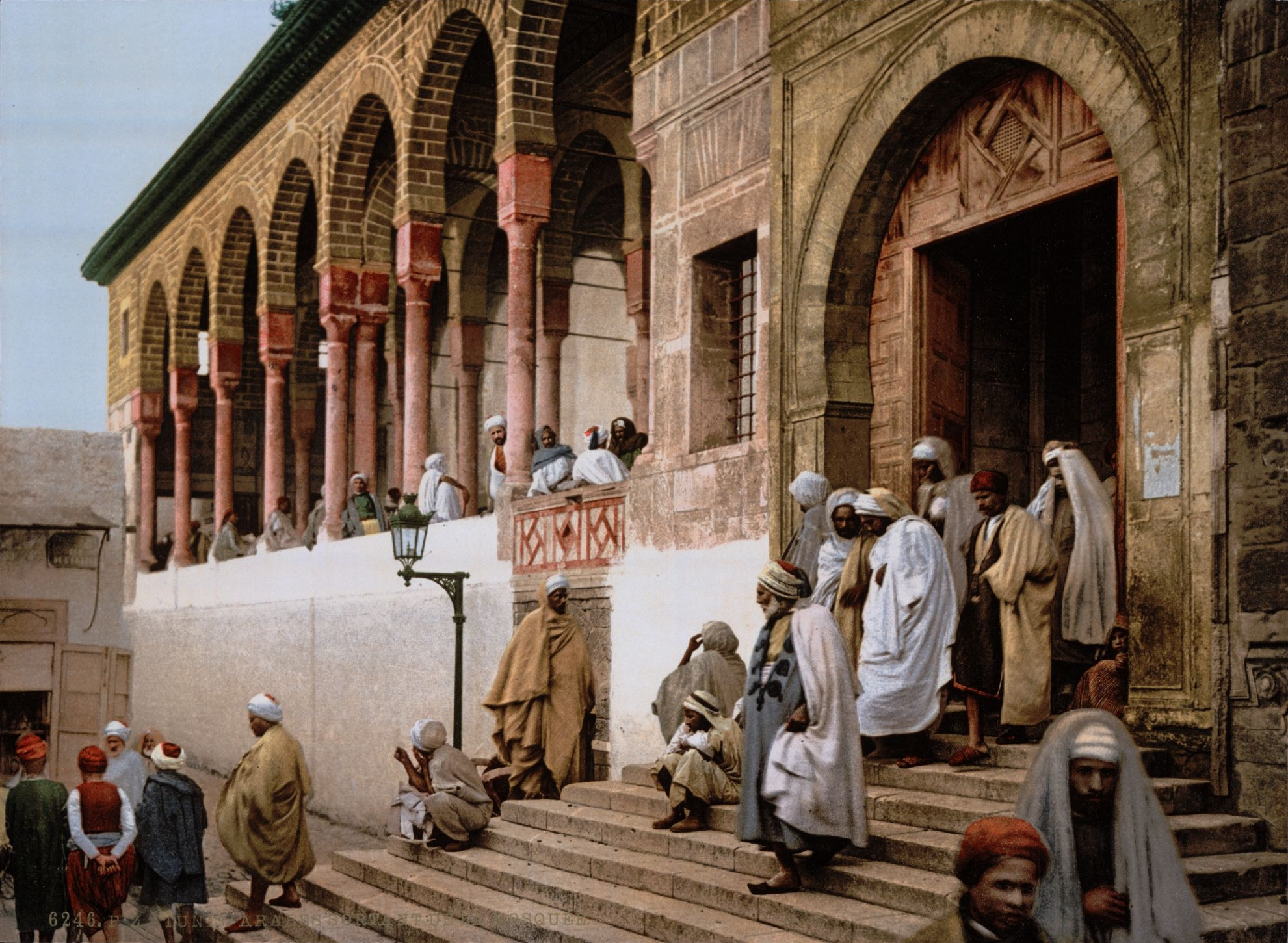
Entrée de la mosquée Zitouna en 1899.

Les religieux rattachés à cette seconde catégorie exercent des fonctions d'ouléma, de cheikhs (zaouïas), de muftis, de mudariss (professeurs), d'imams, etc. Ils jouissent de respect et d'admiration, non seulement de la part de la population mais aussi du bey. Ils tirent leur prestige de leur statut de lettré et d'érudit alors que leur influence va au-delà des frontières du pays ; ils constituent donc le plus puissant contre-pouvoir face au bey et à sa cour et n'hésitent pas à utiliser leur pouvoir quand ils le jugent nécessaire, tançant alors la politique du gouvernement beylical. Diverses dynasties religieuses monopolisent les fonctions religieuses prestigieuses — comme celle de bach-mufti malikite ou hanéfite qui, de par la nature ottomane du régime beylical, devient le premier dignitaire religieux du pays (Cheikh El Islam) — mais aussi des postes d'imams dans d'importantes mosquées de Tunis ou des chaires d'enseignement à la Zitouna qui restent aux mains de certaines familles sur plusieurs générations (par exemple la famille Bayram pour le poste de Cheikh El Islam, les Bokri puis les Cherif pour le poste de grand imam de la Zitouna, ou les Baroudi pour l'imamat de la mosquée du palais du Bardo). Les familles religieuses reconnues au sein de la médina se divisent en divers groupes :
- origine chérifienne (familles Cherif et Mohsen principalement comptant nombre de savants, cheikhs, imams, et propriétaires terriens[7]) ;
- origine maraboutique ou mystique (famille Maherzi, Bahi, Riahi, Azzouz, Belhassen, Ben Zayed, Halfaoui et Ben Arous)[8] ;
- savants et lettrés hanéfites (familles Bayram, Baroudi, Belkhodja, Ben Mrad, Darghouth, Belkadhi, Ben Mahmoud et Abbes)[8] ;
- savants et lettrés malikites (familles Bokri, Ennaifer, Ben Achour, Djaït, Chahed, Rassaâ, Snoussi et Boukhris)[8] ;

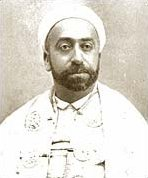
Portrait de Mohamed Tahar Ben Achour, éminent savant malikite.

Le rite islamique du savant est généralement déterminé par l'origine de sa famille : un cheikh hanéfite est ainsi issu d'une famille d'origine turque ou levantine, alors qu'un cheikh malikite est issu d'une famille d'origine arabe autochtone ou andalouse. De plus, un nombre important de familles autochtones ou d'origine modeste réussissent leur intégration dans cette catégorie grâce à la renommée ou au prestige de l'un de leurs membres qui est parvenu aux plus hautes fonctions ainsi que de ses descendants qui se sont distingués dans les sciences religieuses.
Les fonctions les plus en vue sont généralement celles de mufti, de juge (cadi), et d'enseignant à la Zitouna (mudarriss), mais il existe plusieurs postes convoités pour leur prestige comme celui d'imam d'une grande mosquée, d'administrateur d'une zaouïa comme celle de Sidi Belhassen, de Sidi Brahim Riahi ou de Sidi Mahrez. Les postes de la justice ainsi que de l'enseignement sont, jusqu'à la fin du XIXe siècle, occupés par des fonctionnaires formés dans les médersas de la capitale ou à la Zitouna ; entrent dans cette catégorie tous les cadis, enseignants, fonctionnaires des ministères ou de l'importante administration des habous, de même que le métier de témoin-notaire (adl-chahed) rattaché aux fonctions religieuses, particulièrement la justice, du fait de leur formation et de leur importance dans la vie sociale de la médina. Le notariat permet également de s'introduire dans de nouvelles catégorie socio-professionnelles et de faire carrière dans l'administration comme secrétaire de chancellerie (katib) ou contrôleur auprès d'institutions fiscales ou religieuses. Ce mouvement amorce le penchant progressif de la société des beldis vers le fonctionnariat, surtout à partir du milieu du XIXe siècle et l'apparition du nouveau système administratif de l'État husseinite accentué par le protectorat français.

### Artisans, commerçants et propriétaires

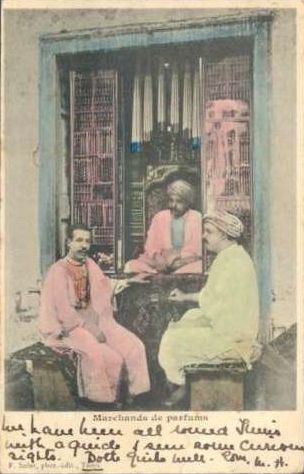
Boutique d'un parfumeur du souk El Attarine.

Le noyau dur de la société des beldis, et sa plus grande majorité, est constitué de famille d'artisans ou de commerçants des souks et de propriétaires terriens. La définition du terme beldi renvoie d'ailleurs à la possession d'un dar (maison), que ce soit dans la médina ou dans les faubourgs, d'un métier de préférence « noble » dans une boutique des souks de Tunis, d'une olivette dans les environs, et d'une torba (carré de cimetières) aux portes de la ville. Ils forment la base et la plus grande partie des beldis de la capitale ; ceux-ci sont volontiers routiniers, conservateurs et peu dépensiers, même dans les familles les plus riches. De plus, le beldi est peu propice à l'activité politique ou de la haute administration qu'il trouve trop risquée et qui va à l'encontre de son indépendance.
Les artisans (hirafiin, pluriel de hirafi), les commerçants (tagir), les agriculteurs et les propriétaires terriens sont la base économique de la Tunisie ottomane. Certaines familles, grâce aux activités de négoce et d'exportation (notamment de la chéchia), se hissent à un haut niveau de richesse et de prestige au sein de la médina, en définissant une norme beldi face aux familles féodales de l'administration (particulièrement les Toumi, les Qsontini, les Laroussi et les Thabet au début du XIXe siècle). Un artisan beldi, qui considère comme un honneur de faire son métier pour gagner sa vie, aime se voir qualifié de chaouachi, de hrayri (artisans de la soie), de aatar (parfumeur et vendeur d'autres articles de luxe), de sayghi (bijoutiers et orfèvres), ces activités étant toutes qualifiées de nobles dans la hiérarchie des souks.
À ces métiers s'ajoutent les riches corporations des terziya (tailleurs-brodeurs turcs), des sarrajine et des sakkajine (selliers et brodeurs sur cuir) et des saraïriya (armuriers), qui fournissent la caste turque et le corps militaire avant les réformes de l'armée au milieu du XIXe siècle. Ces métiers tombent en désuétude vers la fin du XIXe siècle du fait qu'ils résistent mal à la concurrence des produits européens introduits sur le marché local à cette époque. D'autres métiers restent assez valorisants tels les bransiya (couturiers de jebba et de burnous), les blaghgiya et les bchamkiya (chausseurs à la mode arabe ou turque), les houkkajiya et foutajiya (tisserands de laine et autres tissus).

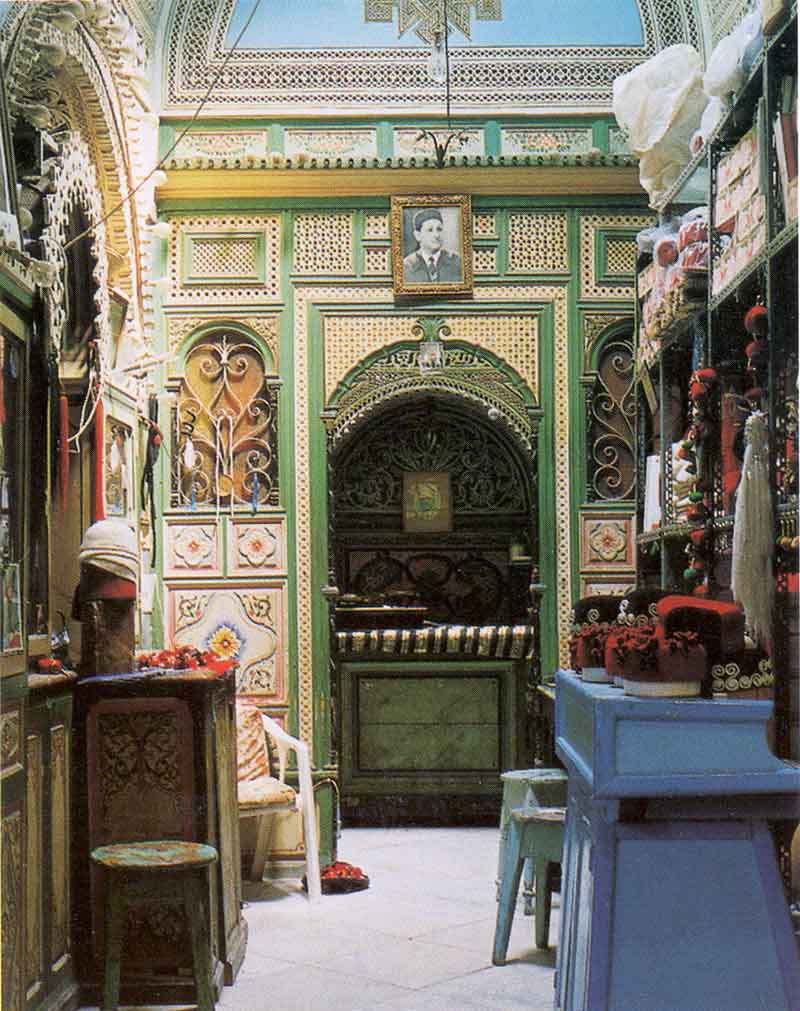
Intérieur d'une boutique d'un chaouachi.

Les métiers sont regroupés dans les souks de Tunis en corporations, ou guildes, dirigées par des chefs de corporation ou amines qui se chargent de définir les critères de qualité ou de régler les contentieux. Certaines familles monopolisent quasiment cette fonction, preuve de leur ascendant sur la profession.
La transmission du savoir-faire artisanal se fait uniquement de père en fils : les familles gardent le métier de leurs aïeux, ce qui conduit à une spécialisation des métiers par origine géographique ou appartenance familiale. Les familles andalouses sont plutôt spécialisées dans la chéchia (Lakhoua, Louzir, Ben Zakkour, Ben Hamida, Dallegi ou Ferah), les parfumeurs et les tisserands étant originaires de l'Orient arabe (Ben Abdallah, Chamakh, Ben Miled, Ben Lamine, Ennaifer ou Mebazaâ).
Néanmoins, avec les multiples alliances matrimoniales, cette spécialisation tend à s'estomper vers le XIXe siècle ; on retrouve alors plusieurs métiers représentés dans une famille et une reconversion de certaines autres dans des métiers plus rentables comme l'industrie de la chéchia. Les profits acquis par leurs activités permettent généralement aux artisans d'investir dans des terres et dans l'agriculture et de se constituer un patrimoine plus durable que le négoce, comme la fondation de habous. Des descendants de personnalités politiques ou religieuses préfèrent aussi l'entretien de leurs terres à d'autres activités (familles Chelbi, Bahri, Mestiri ou Annabi par exemple), surtout vers la fin du XIXe siècle, ce qui marque l'effondrement économique de Tunis et une crise de la société des beldis dans son ensemble.
Plusieurs familles rattachées aux artisans ou exerçant cette activité en complément de leur négoce, peuvent voir leurs membres exercer des carrières plus « savantes » comme témoin-notaire, instituteur (meddeb) et enseignant ou professeur (mudariss), principalement à la Zitouna et dans les médersas de la capitale, ce qui leur permet de faire carrière comme notables religieux ou administratifs de la capitale.

## Fonctionnariat et diplômes
À la fin du XIXe siècle, la crise des secteurs traditionnels urbains incite une bonne partie de la notabilité tunisoise à recourir à l'enseignement moderne du Collège Sadiki puis à celui des établissements affiliés à la direction de l'instruction publique créée par les autorités du protectorat français. Exception principale, les familles de dignitaires religieux étudient encore à la Zitouna. La haute fonction publique et les diplômes scolaires et universitaires permettent à certaines familles de s'intégrer dans le monde beldi (Guellaty et Okbi. Exception principale, les familles de dignitaires religieux étudient encore à la Zitouna, soit par la réussite de deux générations successives dans cette notabilité d'un nouveau type ou par la réussite prolongée de la deuxième génération dans cette notabilité différente du type de réussite du fondateur, qui a déjà réussi dans le makhzen (Zaouche et Baccouche) ou la religion (Bouhageb).

## Habitat et mode de vie
Les familles de beldis possèdent toutes une résidence (dar) dans la médina de Tunis ou dans les deux faubourgs de Bab Souika et Bab El Jazira.

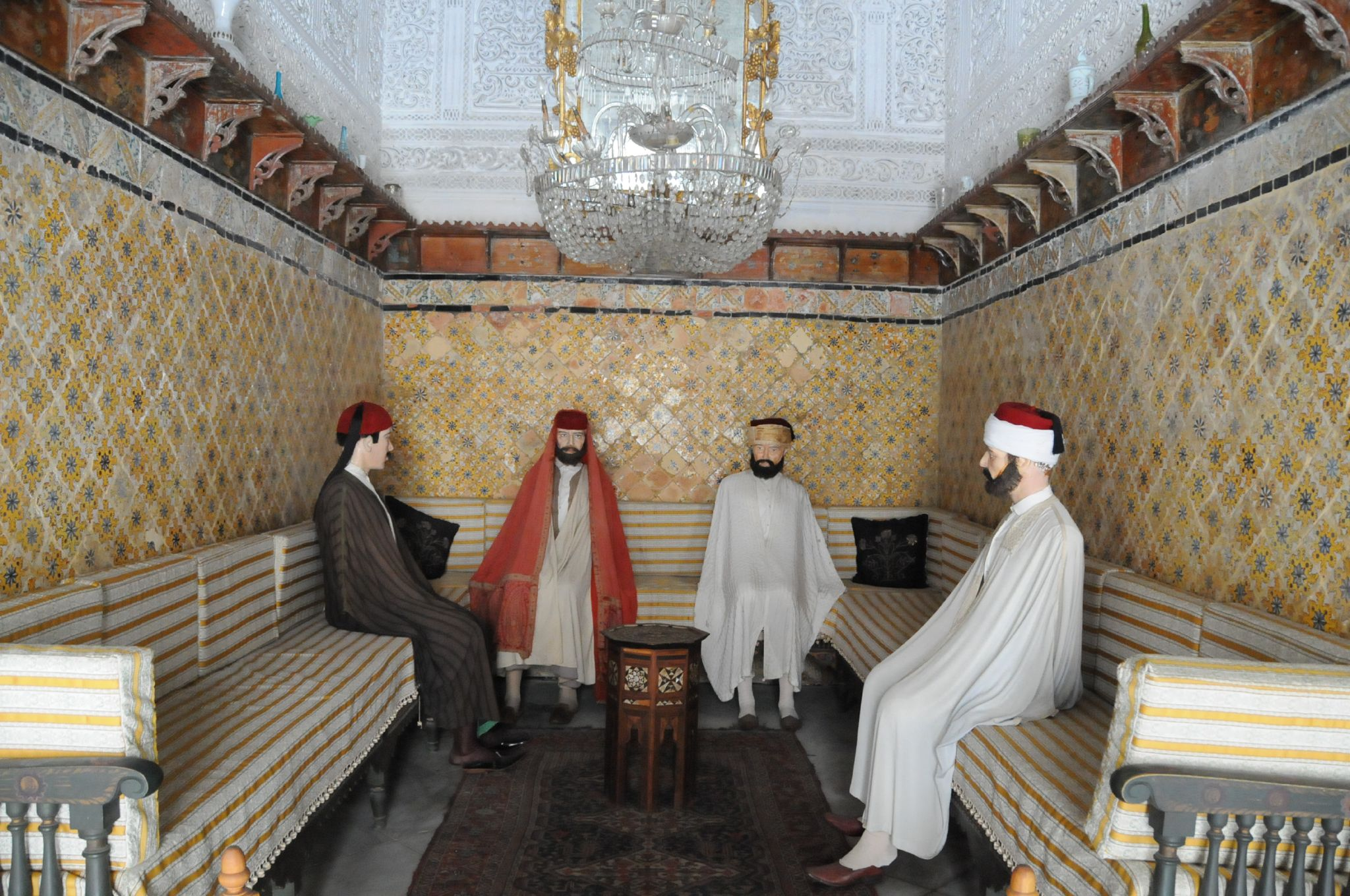
Intérieur masculin tunisois (Dar Ben Abdallah).

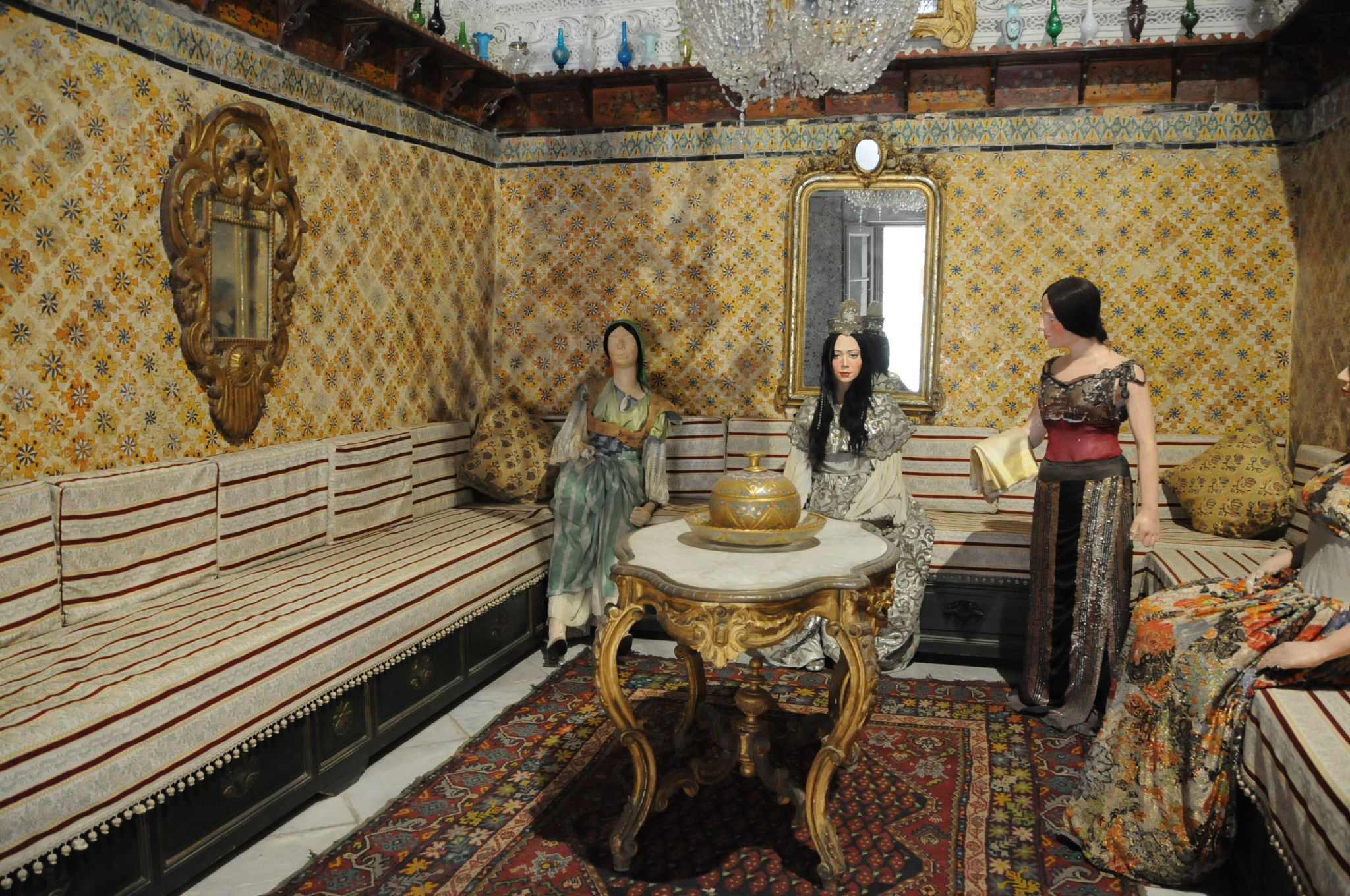
Intérieur féminin tunisois (Dar Ben Abdallah).

Habiter dans la médina donne plus de prestige à la famille mais rapidement, avec l'instauration de la paix à l'intérieur du pays vers le XVIIIe siècle, les faubourgs à l'origine réservés aux populations allogènes voient affluer des familles de notabilité importante, fuyant les encombrements et l'insalubrité de certains quartiers du centre de la médina. Les quartiers les plus prisés sont ceux situés sur les hauteurs, c'est-à-dire à l'ouest de la médina près de la kasbah, même si on trouve des regroupements de familles importantes dans le quartier du Tourbet El Bey, de la rue des Juges près de Bab Jedid, dans le quartier Bir Lahjar, près de la rue Sidi Ben Arous ou autour de la rue du Pacha. Les membres du corps administratif se rapprochent du bey par l'acquisition de palais et de demeures aux environs du Bardo et de La Manouba.
Mais la majorité des familles les plus riches possèdent déjà vers le XIXe siècle des maisons secondaires dans la banlieue sud (Hammam Lif et Radès) puis nord (La Marsa, Sidi Bou Saïd, Le Kram) où ils se réfugient pour fuir la chaleur de la ville pendant l'été, mais aussi à l'Ariana et La Manouba.